# Eisen(II)-oxalat
Eisen(II)-oxalat ist ein Eisensalz der Oxalsäure.

## Vorkommen

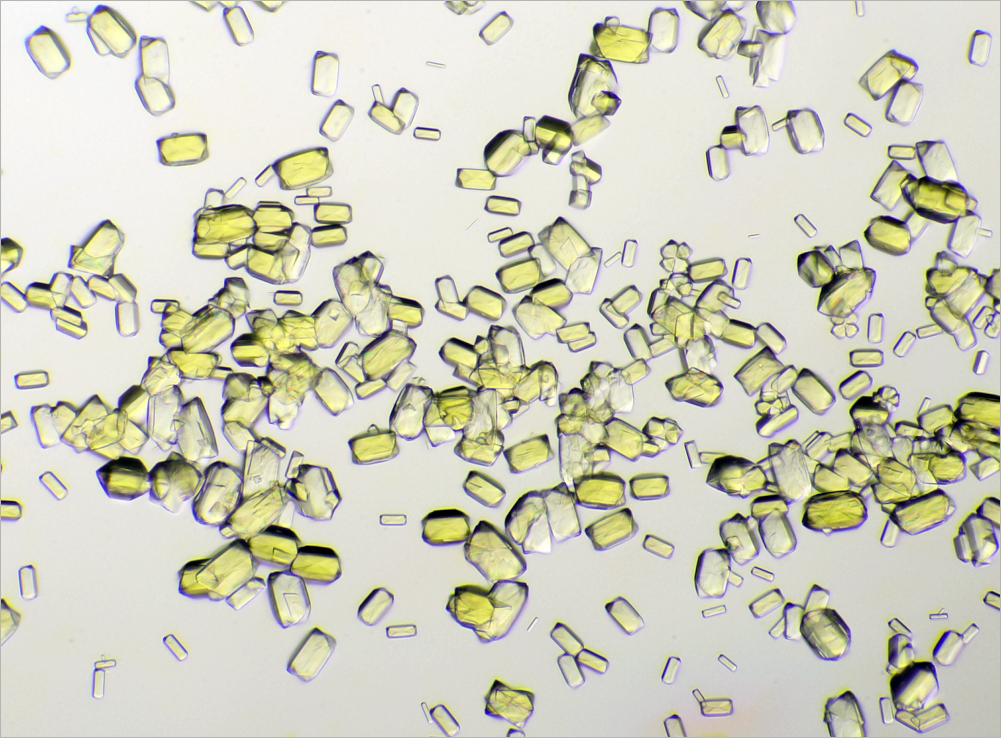
Eisen(II)-oxalat-Dihydrat aus Eisen(II)-sulfat-Lösung mittels Oxalsäure gefällt, mikroskopische Aufnahme

Natürlich kommt Eisen(II)-oxalat-dihydrat als äußerst seltenes Mineral Humboldtin (nach Friedrich Heinrich Alexander von Humboldt) vor.

## Gewinnung und Darstellung
Man kann Eisen(II)-oxalat durch die Reaktion von wässrigen Eisen(II)-salzlösungen mit Oxalsäure oder Alkalioxalaten herstellen.
{\displaystyle \mathrm {FeSO_{4}+H_{2}C_{2}O_{4}\longrightarrow FeC_{2}O_{4}\downarrow +H_{2}SO_{4}} }

## Eigenschaften

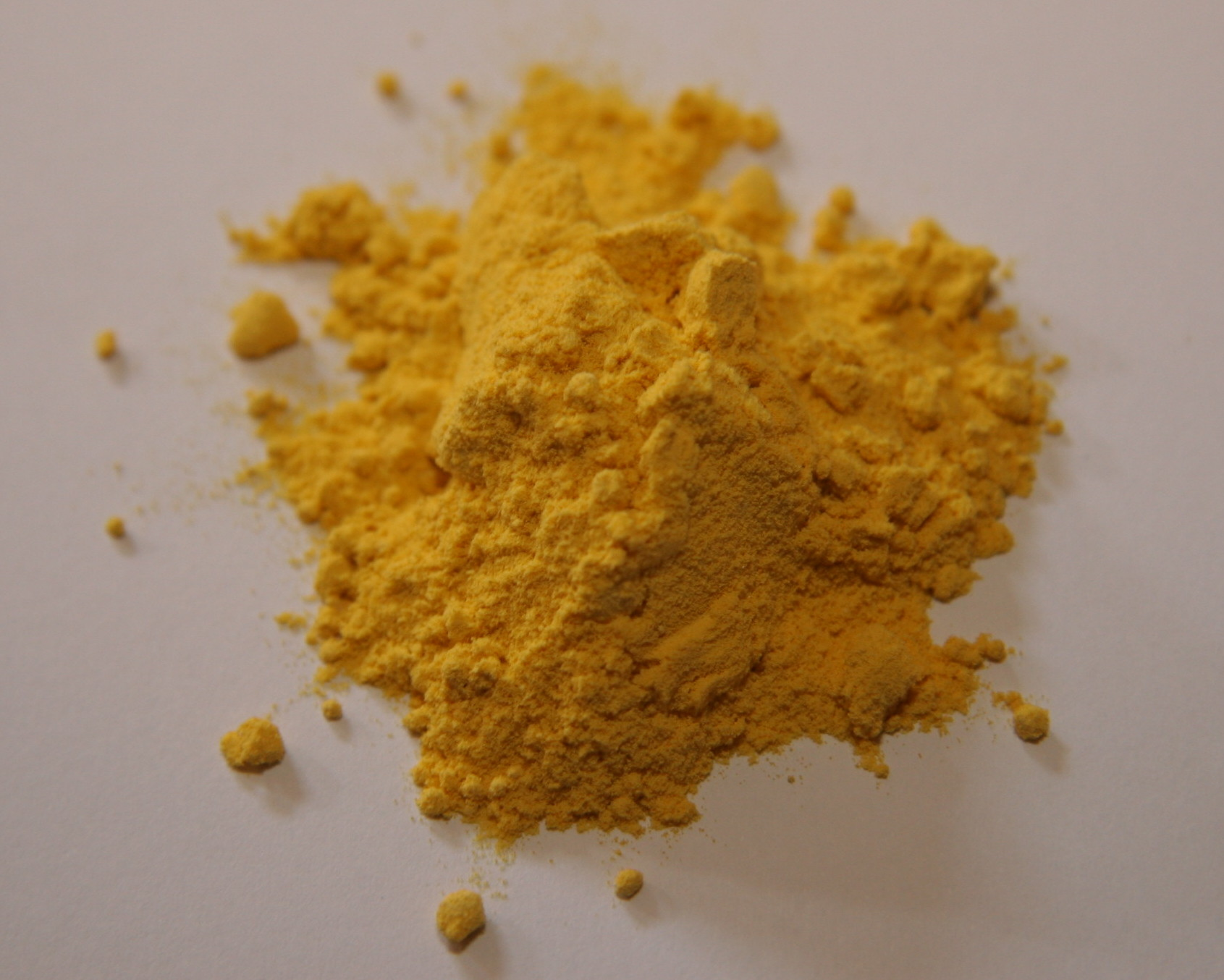
Eisen(II)-oxalat als Pulver

Eisen(II)-oxalat bildet blassgelbe, rhombische Kristalle. Das Dihydrat kommt in zwei verschiedenen (monoklin und orthorhombisch) Kristallformen vor.
Wird Eisen(II)-oxalat auf über 190 °C erhitzt, so erhält man die sogenannte Wüstit-Phase
, ein schwarzes Eisenoxid-Produkt, das einen mehr oder minder großen Eisenunterschuss gegenüber der Formel FeO aufweist. Nachfolgend die Gleichung dieser Reaktion:
{\displaystyle \mathrm {FeC_{2}O_{4}\ {\xrightarrow {\triangle H>0}}Fe_{<}{_{1}{_{,}{_{0}O}}}+CO+CO_{2}} }.
Eisenoxalat zerfällt bei Erhitzung zu → Eisen(II)-oxid + Kohlenstoffmonoxid + Kohlenstoffdioxid
Unter bestimmten Bedingungen kann über diese Reaktion auch stöchiometrisches Eisen(II)-oxid dargestellt werden (siehe hier).

## Verwendung
Verwendung findet Eisen(II)-oxalat seit 1879 in der Analogfotografie als Entwickler. Es wird weiterhin für optische Gläser verwendet. Es eignet sich auch zur Herstellung von pyrophorem Eisen. Mit Kupfersulfat kann es zu Kupfer(II)-oxalat umgesetzt werden.